# Odontoscapus zebrinus
Odontoscapus zebrinus är en stekelart som beskrevs av Josef Fahringer 1928. Odontoscapus zebrinus ingår i släktet Odontoscapus och familjen bracksteklar. Inga underarter finns listade i Catalogue of Life.